# Chołopienicze
Chołopienicze (biał. Халопенічы; ros. Холопеничы) – osiedle typu miejskiego na Białorusi w obwodzie mińskim, w rejonie krupskim, 1,5 tys. mieszkańców (2010).

## Historia
W Rzeczypospolitej Obojga Narodów w województwie mińskim w powiecie mińskim położonym na ziemiach ruskich Wielkiego Księstwa Litewskiego. Dawne miasteczko, które rozwinęło się w XVIII w. W 1703 r. właściciel Marcjan Chalecki ufundował tu drewniany kościół i murowany klasztor dominikanów. Utworzyli oni „szkołę akademicką podwydziałową o trzech klasach”. Po I rozbiorze odbywały się tu sejmiki szlachty z pozostałej przy Rzeczypospolitej części powiatu orszańskiego województwa witebskiego. Po rozbiorach wcielone do Imperium Rosyjskiego, znalazło się w powiecie borysowskim w guberni mińskiej. 
Później w granicach BSRR w ramach ZSRR, nie weszło w skład II Rzeczypospolitej.
Podczas okupacji hitlerowskiej, w sierpniu 1941 roku Niemcy utworzyli getto dla żydowskich mieszkańców. Przebywało w nim około 1000 osób. 25 października 1941 roku Niemcy zlikwidowali getto, a Żydów zamordowali w Kamiennym Lohu. Sprawcami zbrodni było 124 Einsatzgruppen. 

## Urodzeni w Chołopieniczach
- Karol Feliks Falewicz –  polski inżynier, uczestnik powstania styczniowego, polski działacz narodowy i społeczny, publicysta, ziemianin[3].